# زبان گسسته
زبان گسسته (به انگلیسی: Isolating language) نوعی زبان با نسبت تکواژ در هر واژه نزدیک به یک و بدون صرف‌شناسی عطفی است. در حالت شدید، هر کلمه حاوی یک تکواژ واحد است. نمونه‌هایی از زبان‌های گسسته رایج عبارتند از: زبان یوروبایی در غرب آفریقا و زبان ویتنامی (مخصوصاً گونه کاربردی عامیانه آن) در آسیای جنوب شرقی.
زبان گسسته نزدیک به یک زبان تحلیلی است که از ساخت‌های نحوی برای نشان دادن روابط دستوری استفاده می‌کند. زبان‌های گسسته و تحلیلی در دانش زبانی با هم همپوشانی دارند.
زبان‌های گسسته با زبان‌های ترکیبی، که تصریف نیز نامیده می‌شوند، در تضاد هستند، جایی که کلمات اغلب از چند تکواژ تشکیل شده‌اند. این طبقه‌بندی زبان‌شناختی به دسته‌بندی‌های زبان تصریفی، زبان پیوندی و زبان چندترکیبی تقسیم می‌شود که بر اساس نحوه ترکیب مورفم‌ها است.